# E.164
E.164 é uma recomendação da ITU-T (Telecommunication Standardization Sector), que define, internacionalmente, a utilização da numeração na rede de telecomunicações pública (PSTN) e em algumas outras redes de dados. Também define o formato de números de telefone. Os números E.164 podem ter um máximo de quinze dígitos e são geralmente escritos com um prefixo +. Para discar os números corretamente a partir de uma linha de telefone fixa normal deve-se utilizar o prefixo internacional (DDI) adequado.